# Pilzno
Pilzno is een stad in het Poolse woiwodschap Subkarpaten, gelegen in de powiat Dębicki. De oppervlakte bedraagt 16,01 km², het inwonertal 4379 (2005).

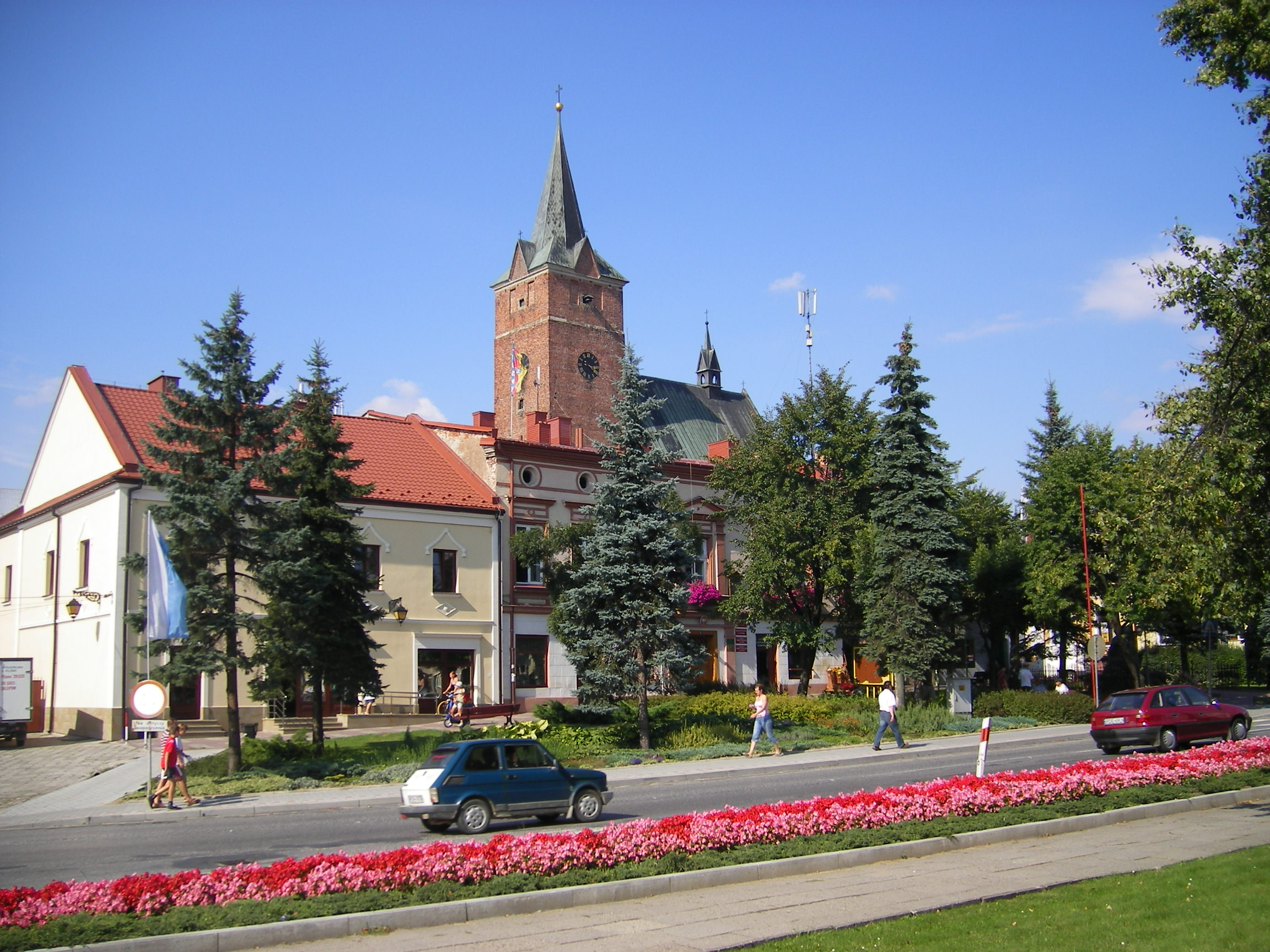
Pilzno en Johannes-de-Doperkerk